# Matti Nykänen
Matti Ensio Nykänen (Jyväskylä, 17 luglio 1963 – Lappeenranta, 4 febbraio 2019) è stato un saltatore con gli sci e cantante finlandese. È stato il dominatore assoluto del salto con gli sci durante gli anni ottanta del XX secolo. È considerato uno dei più grandi campioni di tutti i tempi della specialità.

## Biografia

### Carriera sciistica

#### Stagioni 1981-1982
Nykänen debuttò a livello internazionale l'11 febbraio 1981 vincendo i Mondiali juniores a Schonach; esordì in Coppa del Mondo ancora diciassettenne il 6 marzo dello stesso anno cogliendo il 6º posto nella tappa di casa di Lahti dal trampolino normale. Il giorno successivo, sempre a Lahti ma dal trampolino lungo, salì per la prima volta sul podio, arrivando secondo alle spalle del connazionale Jari Puikkonen. Tuttavia, dopo questo brillante risultato, non prese parte ad altre tappe di Coppa per quella stagione.
Il primo successo in Coppa del Mondo arrivò durante la stagione seguente, nella seconda tappa di Coppa ad Oberstdorf, in quella che per lui era appena la terza presenza in una gara del massimo circuito mondiale; la definitiva consacrazione si ebbe ai Mondiali di Oslo, nei quali, oltre a ottenere il quarto posto nel trampolino normale, conquistò il bronzo nella gara a squadre dal trampolino lungo e vinse il titolo iridato nella gara individuale sempre dal trampolino lungo.

#### Stagioni 1983-1985
Nel 1983 fece suoi i due trofei più importanti: il Torneo dei quattro trampolini e la Coppa del Mondo; inoltre si mise al collo la medaglia di bronzo ai Mondiali di volo svoltisi a Harrachov.
L'anno dopo vinse la medaglia d'oro dal trampolino lungo e l'argento su quello normale ai XIV Giochi olimpici invernali di Sarajevo 1984, valide anche ai fini iridati, e conquistò anche la medaglia d'oro nell'unica gara dei Mondiali svoltasi a Engelberg, quella a squadre, poiché questa specialità non rientrava tra quelle previste ai Giochi olimpici. Oltre a ciò stabilì il record del mondo di volo con gli sci con 185 metri dal trampolino Heini Klopfer di Oberstdorf.
Nella stagione seguente si aggiudicò i Mondiali di volo a Planica. Con questo successo Nykänen completò il suo straordinario palmarès con l'unico titolo ancora mancante e prima di compiere ventidue anni aveva già vinto almeno una volta tutte le principali competizioni internazionali del salto con gli sci. Sempre nel 1985 si svolserò anche i Mondiali di Seefeld, dove vinse nuovamente l'oro nella gara a squadre e si aggiudicò il bronzo nella gara individuale dal trampolino lungo. A fine stagione trionfò per la seconda volta in Coppa del Mondo.

#### Stagioni 1986-1988
Nel 1986 stabilì nuovamente il primato del mondo con un volo di 191 metri, vinse la sua terza sfera di cristallo e si mise al collo la medaglia di bronzo ai Mondiali di volo svoltosi a Tauplitz. Nel 1987 vinse un'altra medaglia d'oro nella gara a squadre e un argento nell'individuale dal trampolino normale ai Mondiali di Oberstdorf.
Il 1988 fu la sua migliore stagione. A gennaio vinse per la seconda volta il Torneo dei quattro trampolini. In febbraio, ai XV Giochi olimpici invernali di Calgary 1988, vinse tutte e tre le medaglie d'oro in palio, i due titoli individuali dal trampolino normale e dal trampolino lungo e la gara a squadre con la nazionale finlandese. In marzo vinse la sua quarta Coppa del Mondo, con dieci vittorie di gara al suo attivo.

#### Stagioni 1989-1991
Nel 1989 conquistò le sue due ultime vittorie in Coppa del Mondo, ma in classifica generale si piazzò nono, nella rassegna iridata di Lahti centrò ancora l'oro nella gara a squadre e il bronzo in quella individuale dal trampolino lungo. Nella stagione seguente salì per l'ultima volta sul podio in una gara di Coppa del Mondo, il 9 dicembre 1989 durante la terza prova di stagione, e conseguì la medaglia d'argento ai Mondiali di volo di Vikersund.
La sua carriera agonistica si chiuse il 10 febbraio 1991 ai Mondiali della Val di Fiemme con un 50º posto nella gara dal trampolino lungo, undici anni dopo il suo esordio sulla scena internazionale e a ventisette anni, lasciando un palmarès tra i più ricchi della storia di questa disciplina, con il record di 46 vittorie in Coppa del Mondo e quattro coppe di cristallo vinte, quattordici medaglie mondiali e cinque medaglie olimpiche.

### Carriera musicale
Dopo il ritiro tentò con alterno successo la carriera di cantante pop. Pubblicò tre album; il primo nel 1992, intitolato Yllätysten yö ("La notte delle sorprese"), vendette oltre 25 000 copie e gli valse anche un disco d'oro in Finlandia. Il secondo del 1993, intitolato Samurai, e il terzo del 2006, Ehkä otin, ehkä en ("A volte ho preso, a volte no"), non ripeterono il successo del primo LP.

### Altre attività
Nykänen si dedicò per un breve periodo alla carriera politica, venendo eletto consigliere nel comune di Uurainen nel 1996, incarico che ricoprì fino al 1998. A causa di alcuni problemi finanziari alla fine degli anni novanta lavorò come spogliarellista in un casinò per un breve periodo.
Nel 2009 debuttò come conduttore televisivo, presentando un programma di cucina. 
Nel 2003 venne pubblicata la sua autobiografia in tedesco intitolata Grüße aus der Hölle ("Saluti dall'Inferno"), mentre nel 2006 uscì nelle sale cinematografiche finlandesi un film biografico intitolato Matti e fu un vero successo: un finlandese su dieci infatti comprò il biglietto per vedere la trasposizione su pellicola delle gesta sportive e non del saltatore finlandese
Nell'autunno del 2007 Nykänen ricominciò la pratica del salto con gli sci a livello amatoriale in competizioni seniores. Il 28 febbraio 2008 a Taivalkoski vinse l'International Masters Championship, competizione che è considerata come titolo mondiale dei veterani, dal trampolino normale; ha preso parte alla competizione anche nel 2010 a Žiri/Kranj, conquistando il bronzo dal trampolino normale, e nel 2011 a Harrachov, dove ha vinto nuovamente la medaglia d'oro sempre dal trampolino normale.

### Problemi giudiziari
Nelle ultime stagioni agonistiche emerse il suo problema con l'alcolismo, ma con il passare degli anni la questione divenne decisamente più seria tanto da portarlo ad avere più volte guai giudiziari. Il 24 agosto 2004 Matti Nykänen è stato arrestato con l'accusa di tentato omicidio dopo aver pugnalato un amico durante una rissa mentre era ubriaco; il 27 ottobre 2004 è stato giudicato colpevole e condannato a due anni e due mesi di reclusione, pena che gli è stata dimezzata in quanto incensurato.
Nel settembre del 2005, quattro giorni dopo essere uscito di prigione, è stato nuovamente arrestato con l'accusa di violenza nei confronti della moglie e il 16 marzo 2006 ha subito una nuova condanna a quattro mesi di reclusione. Poco dopo il suo rilascio ha aggredito un uomo in un ristorante a Korpilahti; nonostante una prima sentenza lo avesse condannato a due anni di prigione, la pena gli è stata poi commutata in due mesi di detenzione e una sessantina di ore di servizi sociali.
Il 24 agosto 2010 gli è stata inflitta una pena di un anno e quattro mesi di detenzione per aver ferito con un coltello la moglie il giorno di Natale del 2009.

### Decesso
Muore improvvisamente il 4 febbraio 2019 per una combinazione di pancreatite e polmonite.

### Olimpiadi
- 5 medaglie:
  - 4 ori (trampolino lungo[8][9] a Sarajevo 1984; trampolino normale, trampolino lungo, gara a squadre a Calgary 1988)
  - 1 argento (trampolino normale[8][9] a Sarajevo 1984)

### Mondiali
- 9 medaglie, oltre a quelle conquistate in sede olimpica e valide anche ai fini iridati:
  - 5 ori (trampolino lungo[9] a Oslo 1982; gara a squadre a Sarajevo/Rovaniemi/Engelberg 1984; gara a squadre a Seefeld in Tirol 1985; gara a squadre a Oberstdorf 1987; gara a squadre a Lahti 1989)
  - 1 argento (trampolino normale a Oberstdorf 1987)
  - 3 bronzi (gara a squadre a Oslo 1982; trampolino lungo a Seefeld in Tirol 1985; trampolino lungo a Lahti 1989)

### Mondiali di volo
- 5 medaglie:
  - 1 oro (individuale a Planica 1985)
  - 1 argento (individuale a Vikersund 1990)
  - 3 bronzi (individuale a Harrachov 1983; individuale a Tauplitz 1986; individuale a Oberstdorf 1988)

### Mondiali juniores
- 1 medaglia:
  - 1 oro (trampolino normale a Schonach im Schwarzwald 1981)

### Coppa del Mondo
- Vincitore della Coppa del Mondo nel 1983, nel 1985, nel 1986 e nel 1988
- 73 podi (tutti individuali), oltre a quelli conquistati in sede olimpica e iridata e validi anche ai fini della Coppa del Mondo:
  - 44 vittorie
  - 21 secondi posti
  - 8 terzi posti

#### Coppa del Mondo - vittorie
| Data             | Località               | Nazione        | Trampolino                |
| ---------------- | ---------------------- | -------------- | ------------------------- |
| 30 dicembre 1981 | Oberstdorf             | Germania Ovest | Schattenberg K115         |
| 12 marzo 1982    | Tauplitz               | Austria        | Kulm K165                 |
| 18 dicembre 1982 | Cortina d'Ampezzo      | Italia         | Italia K92                |
| 4 gennaio 1983   | Innsbruck              | Austria        | Bergisel K106             |
| 15 gennaio 1983  | Lake Placid            | Stati Uniti    | MacKenzie Intervale K114  |
| 16 gennaio 1983  | Lake Placid            | Stati Uniti    | MacKenzie Intervale K114  |
| 23 gennaio 1983  | Thunder Bay            | Canada         | Big Thunder K120          |
| 18 febbraio 1983 | Vikersund              | Norvegia       | Vikersundbakken K155      |
| 19 febbraio 1983 | Vikersund              | Norvegia       | Vikersundbakken K155      |
| 20 febbraio 1983 | Vikersund              | Norvegia       | Vikersundbakken K155      |
| 27 febbraio 1983 | Falun                  | Svezia         | Lugnet K112               |
| 26 marzo 1983    | Planica                | Jugoslavia     | Letalnica K92             |
| 2 marzo 1984     | Lahti                  | Finlandia      | Salpausselkä K88          |
| 4 marzo 1984     | Lahti                  | Finlandia      | Salpausselkä K113         |
| 17 marzo 1984    | Oberstdorf             | Germania Ovest | Heini Klopfer K182        |
| 18 marzo 1984    | Oberstdorf             | Germania Ovest | Heini Klopfer K182        |
| 4 gennaio 1985   | Innsbruck              | Austria        | Bergisel K106             |
| 9 febbraio 1985  | Sapporo                | Giappone       | Miyanomori K90            |
| 1º marzo 1985    | Lahti                  | Finlandia      | Salpausselkä K88          |
| 10 marzo 1985    | Holmenkollen           | Norvegia       | Holmenkollen K105         |
| 23 marzo 1985    | Štrbské Pleso          | Cecoslovacchia | MS 1970 K88               |
| 24 marzo 1985    | Štrbské Pleso          | Cecoslovacchia | MS 1970 K114              |
| 11 gennaio 1986  | Harrachov              | Cecoslovacchia | Čerťák K120               |
| 17 gennaio 1986  | Klingenthal            | Germania Est   | Aschberg K102             |
| 25 gennaio 1986  | Sapporo                | Giappone       | Miyanomori K90            |
| 26 gennaio 1986  | Sapporo                | Giappone       | Ōkurayama K112            |
| 1º marzo 1986    | Lahti                  | Finlandia      | Salpausselkä K88          |
| 2 marzo 1986     | Lahti                  | Finlandia      | Salpausselkä K113         |
| 22 marzo 1986    | Planica                | Jugoslavia     | Srednija K90              |
| 7 dicembre 1986  | Thunder Bay            | Canada         | Big Thunder K120          |
| 1º marzo 1987    | Lahti                  | Finlandia      | Salpausselkä K88          |
| 8 marzo 1987     | Falun                  | Svezia         | Lugnet K112               |
| 5 dicembre 1987  | Thunder Bay            | Canada         | Big Thunder K89           |
| 6 dicembre 1987  | Thunder Bay            | Canada         | Big Thunder K120          |
| 19 dicembre 1987 | Sapporo                | Giappone       | Miyanomori K90            |
| 19 dicembre 1987 | Sapporo                | Giappone       | Ōkurayama K115            |
| 1º gennaio 1988  | Garmisch-Partenkirchen | Germania Ovest | Große Olympiaschanze K107 |
| 3 gennaio 1988   | Innsbruck              | Austria        | Bergisel K106             |
| 6 gennaio 1988   | Bischofshofen          | Austria        | Paul Ausserleitner K111   |
| 20 gennaio 1988  | Sankt Moritz           | Svizzera       | Olympiaschanze K84        |
| 4 marzo 1988     | Lahti                  | Finlandia      | Salpausselkä K90          |
| 6 marzo 1988     | Lahti                  | Finlandia      | Salpausselkä K114         |
| 17 dicembre 1988 | Sapporo                | Giappone       | Miyanomori K90            |
| 1º gennaio 1989  | Garmisch-Partenkirchen | Germania Ovest | Große Olympiaschanze K107 |

#### Torneo dei quattro trampolini
- Vincitore del Torneo dei quattro trampolini nel 1983 e nel 1988
- 12 podi di tappa[9]:
  - 7 vittorie
  - 4 secondi posti
  - 1 terzo posto

### Campionati finlandesi
- 13 ori[2]

## Discografia

### Album
- 1992 - Yllätysten yö
- 1993 - Samurai
- 2006 - Ehkä otin, ehkä en

### Singoli
- 2002 - Elämä on laiffii
- 2004 - Tää on mun elämää
- 2005 - Mäkikotka ja häkkilintu
- 2007 - Voitosta voittoon
- 2008 - Anna mulle sexii
- 2008 - Lennä Nykäsen Matti
- 2009 - Pomminvarma rakkaus
- 2009 - Jälleen joulu on
- 2013 - Tuusula mielessäin (featuring Teflon Brothers)
- 2013 - Jokainen tsäänssi on mahdollisuus

## Riconoscimenti
- Medaglia Holmenkollen 1987
- Atleta finlandese dell'anno 1985 e 1988[2]